# 셀라시아 전투
셀라시아 전투(Battle of Sellasia)는 기원전 222년 클레오메네스 전쟁에서 마케도니아 안티고노스 왕조의 안티고노스 3세와 아카이아 동맹의 연합군이 스파르타 클레오메네스 3세가 이끄는 병력과의 사이에서 벌어진 대규모 교전이다.

## 배경
스파르타의 왕 클레오메네스 3세는 왕년의 스파르타처럼 펠로폰네소스반도의 패권을 회복하고자 내부적으로 개혁을 실시했다. 기원전 229년, 힘을 어느 정도 축적한 스파르타는 펠로폰네소스반도를 지배하고 있던 아카이아 동맹에 도전을 했다. 처음에는 클레오메네스가 파죽의 진격을 계속하여 아카이아 동맹의 맹주 자리를 얻는 듯 했다. 그러나 아카이아 동맹의 지도자 아라토스는 이 상황을 타개하기 위해 마케도니아 안티고노스 3세를 펠로폰네소스로 끌어들였다. 대군을 이끌고 펠로폰네소스로 원정한 안티고노스의 도움을 받아 아카이아 동맹은 반격을 시작하였다. 클레오메네스는 저항을 계속했지만, 코린트, 아르고스 등의 요지를 잇달아 잃고 자신의 지배 영역은 라코니아로 축소되었다.

## 전투
기원전 222년 여름, 안티고노스는 라코니아로 진격을 시작했다. 폴리비오스는 이때의 안티고노스 군의 규모를 상세히 기록하고 있다. 우선, 마케도니아 군은 중장보병 10000명, 경장보병 3000명, 기병 300기, 아그리아네스 인과 갈리아 인이 각 1000명, 용병이 보병 3000명과 기병 300기였다. 아카이아 군은 보병 3000명과 기병 300기, 마케도니아 식으로 무장한 메갈로폴리스 군 1000명, 보이오티아 군 보병 2000명과 기병 200기, 이피로스 군 보병 1000명과 기병 50기, 일리리아 인 1600명으로 총 보병 28,000명에 기병이 1200기였다.
이에 맞서 클레오메네스 군은 여러 병과가 혼합 안티고노스 군과는 달리 중장보병으로 구성된 20,000명이었다.(기병도에 있었지만, 숫자는 미상) 클레오메네스는 적의 침공로로 예상되는 각 도로에 수비대를 배치하고 바리케이드를 설치하였다. 본인은 위의 20,000명을 이끌고 스파르타에서 북쪽 12km 지점에 있는 셀라시아에 포진했다. 셀라시아 가도는 에우아스(동쪽)와 올림포스(서쪽)라는 두 언덕 사이에 있으며,

## 결과
스파르트까지 도망간 클레오메네스는 시민들에게 저항하지 말고, 안티고노스에 얌전하게 시를 내주라고 당부한 뒤 스스로는 기티움 항구로 가서 권토중래를 다짐하며, 이집트로 망명을 했다. 스파르타를 점령한 안티고노스는 시민을 관대하게 대하고 난폭한 짓을 일체 자체했지만 클레오메네스가 개혁을 위해 시행한 제도는 모두 백지화시켰다. 안티고노스는 사흘 동안 체류를 한 후, 마케도니아 본국에서의 건도 있었기 때문에 마케도니아로 귀국하였다. .